# Doctor Domingo Chanona
Doctor Domingo Chanona är en ort i Mexiko.   Den ligger i kommunen Villaflores och delstaten Chiapas, i den sydöstra delen av landet, 700 km sydost om huvudstaden Mexico City. Doctor Domingo Chanona ligger 663 meter över havet och antalet invånare är 2 962.
Terrängen runt Doctor Domingo Chanona är kuperad västerut, men österut är den platt. Runt Doctor Domingo Chanona är det ganska glesbefolkat, med 24 invånare per kvadratkilometer. Närmaste större samhälle är Cristóbal Obregón, 10,5 km norr om Doctor Domingo Chanona. Omgivningarna runt Doctor Domingo Chanona är en mosaik av jordbruksmark och naturlig växtlighet.